# San Andrés (Cabezón de Liébana)
San Andrés es una localidad del municipio de Cabezón de Liébana (Cantabria, España). En el año 2008 contaba con una población de 36 habitantes (INE). Esta localidad está situada a 705 metros de altitud sobre el nivel del mar, y a 4,1 kilómetros de la capital municipal, Cabezón de Liébana. Por San Andrés pasa el río Lamedo o Lameo, siendo una de las localidades integrantes del valle llamado Valderrodíes.